# Dictyoglomeria
Classe
Synonymes
- Dictyoglomia Patel 2012

Les Dictyoglomeria sont une classe monotypique de bacilles Gram négatifs du phylum des Dictyoglomerota. Son nom provient de Dictyoglomus qui est le genre type de cette classe.
Selon la LPSN (27 avril 2025) cette classe ne contient qu'un seul ordre, les Dictyoglomerales corrig. Patel 2012